# U4 (série littéraire)
Pour les articles homonymes, voir U4.
U4 est une série de romans post-apocalyptique, française et parue chez Nathan / Syros. La particularité de la série est que les quatre premiers tomes, bien qu'écrits par quatre auteurs différents, forment une seule histoire et peuvent être lus dans l'ordre de son choix. En effet chaque livre décrit le point de vue d'un seul personnage...

## Origine du projet
Les quatre auteurs, Florence Hinckel, Carole Trébor, Vincent Villeminot et Yves Grevet, écrivent des romans de littérature jeunesse et ont tous déjà publié des séries à succès. L'idée est née de leur « désir de s'arracher à la solitude et leur volonté de s'impliquer dans un projet collectif : sur la base d'une situation commune donnée, chaque auteur développe une histoire, dans son style propre, attaché à son personnage. »,. Ils se sont retrouvés tous les quatre lors d'un salon littéraire en 2013. Une micro-résidence d'écriture à La Marelle, au printemps 2014 à Marseille, au cours de laquelle ils ont travaillé à la mise en place de leur « bible » de travail, a confirmé leur bonne entente et leur désir d'écrire une histoire à quatre. Le choix d'un récit post-apocalyptique leur a permis de changer d'univers par rapport aux nombreux ouvrages déjà écrits par chacun d'eux. Les premiers tomes : Yannis, Stéphane, Jules et Koridwen ont été publiés le 27 août 2015.

## Présentation générale
Un filovirus, appelé U4 (U pour Utrecht qui est la ville des Pays-Bas dans laquelle il est apparu, et 4 pour "4ème génération") est apparu mi-octobre, a décimé en quelques jours près de 90 % de la population. Les survivants sont essentiellement des adolescents entre 15 et 18 ans (à cause d'un vaccin défectueux que plusieurs groupes d'âges ont reçu quelques années auparavant), quelques militaires (protégés par les infrastructures) et de très rares individus d'âge divers (pour des raisons plus mystérieuses). 
Quatre de ces adolescents, Jules, Koridwen, Yannis et Stéphane ont reçu, comme d'autres experts du jeu en ligne "Warriors of Time" (WOT), un étrange message le 1er novembre, dernier jour où internet a fonctionné, message émanant du mystérieux Khronos, le maître de jeu, leur enjoignant de se regrouper à Paris le 24 décembre pour remonter le temps et empêcher la catastrophe. Commence alors pour les quatre une traversée de la France plongée dans le chaos, où s'affrontent bandes délinquantes, autorités prêtes au pire pour rétablir l'ordre et survivants décidés à défendre leur indépendance coûte que coûte. Tous finiront par se rencontrer mais leur destin sera différent. 

## Titres

### Koridwen
Koridwen est la seule survivante de son village breton, près de Morlaix. À la suite de la mort de sa mère, elle décide de partir. Elle récupère les livres et le matériel de sa grand-mère guérisseuse, prend en charge son cousin Max, autiste, et part en tracteur à Paris. Les croyances celtes vont l'accompagner dans son périple. Elle croit dur comme fer au message qu'elle a reçu. 

### Jules
Jules se retrouve seul dans son appartement parisien. Né dans la culture dite « geek », il s'enferme dans sa tête, terrorisé par ce qui lui arrive. Depuis la fenêtre du cinquième étage dans lequel il se trouve, il observe le monde se dégrader sous ses yeux de jeune adolescent. Malheureusement, lui et son jeune chaton appelé "Lego" commencent à mourir de faim. C'est ainsi qu'il reprend la situation en main. Lorsqu'il arrive en bas de son immeuble rempli de cadavres et de rats, un bruit de pleurs l'amène dans un cabinet médical. C'est alors qu'il sauve une fillette nommée Alicia de la mort. Après un long périple dans le Paris apocalyptique, il retrouve enfin ses amis qui ont réussi à s'organiser contre les gangs armés qui veulent accaparer la ville. Mais tout ne va pas se passer comme prévu, à cause d'une personne qui lui est bien familière : son frère, faisant désormais partie d'un gang de drogués. Jules a prévu de suivre les instructions de Khronos, bien qu'il soit sceptique et y voie surtout un moyen de recruter d'autres rescapés.

### Stéphane
Stéphane est une fille impulsive, pouvant devenir violente et au caractère bien trempé. Elle déteste par-dessus tout son prénom, beaucoup trop masculin à son goût. Elle vit à Lyon avec son père, éminent épidémiologiste et virologue travaillant pour l'armée. Alors que l'armée impose aux jeunes survivants de rejoindre des points de rassemblement, les "R-Points", elle préfère attendre seule, chez elle, le retour de son père dont elle est persuadée qu'il a survécu. Mais peu à peu, la situation va se dégrader et elle va devoir se débrouiller sans son père. Une nuit, deux jeunes ayant survécu au virus tentent de la violer... Elle en tuera un. Quant à l'autre, elle le laissera partir indemne. Elle décide alors d'aller vivre au R-Point où elle fera la rencontre de Yannis et de Marco. Elle s'enfuira avec eux et François, un ami de Yannis. Mais Marco cache quelque chose de louche... très louche. Stéphane ne croit pas à la possibilité de remonter le temps et n'a donc pas prévu d'être présente au rendez-vous, mais les événements pourraient en décider autrement.

### Yannis
Yannis vit à Marseille et il voit les fantômes de ses proches. Accompagné de son fidèle chien nommé Happy, il part de Marseille pour s'enfuir d'une réalité qu'il ne supporte plus : la fin du monde et la mort de tous ceux qu'il aime. Il rencontrera Stéphane à Lyon, dont il va très vite être épris de sentiments amoureux. Alors que la loi martiale se renforce, Yannis décide de partir du R-Point avec Marco, un ami de Stéphane, et François, qu'il a rencontré à l'hôpital. Mais quelqu'un devient fou dans le groupe, ils sont alors contraints de se battre car ils sont désormais considérés comme terroristes et leur aventure va très vite devenir de plus en plus compliquée pour eux. Si Yannis veut rejoindre le lieu de rendez-vous, c'est uniquement parce qu'il n'a plus rien à perdre. 

### Contagion
Le dernier tome, Contagion, est une série de nouvelles qui se déroule dans le même univers. Il permet d'aborder des questions qui étaient restées en suspens (par exemple ce qui se passe hors de France) en suivant le point de vue de personnages jouant un rôle mineur dans les autres tomes, voire qui n'y apparaissaient pas du tout. Les auteurs précisent qu'il n'est pas obligatoire d'avoir lu les 4 tomes originaux pour comprendre ce volume que l'on peut considérer comme un spin-off de la série. Il y a même un mécanisme original pour signaler des spoilers aux lecteurs qui n'auraient pas lu les précédents tomes. En plus des nouvelles écrites par les 4 auteurs initiaux, Contagion contient aussi les 4 fanfictions lauréates d'un concours organisé par l'éditeur de la série.

## Auteurs
- Florence Hinckel, Yannis, Paris, Nathan / Syros, 27 août 2015, 438 p. (ISBN 978-2-09-255615-3) ; prix de la page 36 en 2016[9] ; sélectionné pour le Prix Chimère 2016[10]

- Carole Trébor, Jules, Paris, Nathan / Syros, 27 août 2015, 431 p. (ISBN 978-2-7485-1657-9)
- Vincent Villeminot, Stéphane, Paris, Nathan / Syros, 27 août 2015, 431 p. (ISBN 978-2-09-255616-0)[6]
- Yves Grevet, Koridwen, Paris, Syros / Nathan, 27 août 2015, 413 p. (ISBN 978-2-7485-1658-6)
- collectif : Contagion, 24 novembre 2016  (ISBN 978-2-09-256718-0)

## Réception critique
La sortie des quatre tomes a lieu simultanément le 27 août 2015 et est accompagnée d'une campagne publicitaire. Que ce soit pour le projet global ou pour chaque tome séparément, les critiques sont très positives, le terme de « coup de cœur » revenant souvent,. Des romans « haletants », « un projet littéraire à la fois original et ambitieux ».

## Adaptation en bandes dessinées
- 1 Jules, Dupuis, 2022
Scénario : Pierre-Paul Renders, Denis Lapière, adapté de Carole Trébor - Dessin : Adrián Huelva - Couleurs : Amparo Crespo Cardenete - 979-10-34736-35-5
- 2 Koridwen, Dupuis, 2022
Scénario : Pierre-Paul Renders, Denis Lapière, adapté de Yves Grevet - Dessin : Adrián Huelva - Couleurs : Amparo Crespo Cardenete - 979-10-34737-73-4
- 3 Stéphane, Dupuis, 2022
Scénario : Pierre-Paul Renders, Denis Lapière, adapté de Vincent Villeminot - Dessin : Adrián Huelva - Couleurs : Amparo Crespo Cardenete - 979-10-34737-74-1
- 4 Yannis, Dupuis, 2022
Scénario : Pierre-Paul Renders, Denis Lapière, adapté de Florence Hinckel - Dessin : Adrián Huelva - Couleurs : Amparo Crespo Cardenete - 979-10-34737-75-8
- 5 Khronos, Dupuis, 2022
Scénario : Pierre-Paul Renders, Denis Lapière, adapté de Carole Trébor, Yves Grevet, Vincent Villeminot, Florence Hinckel - Dessin : Adrián Huelva - Couleurs : Amparo Crespo Cardenete - 979-10-34737-76-5[15]